# Dido Kvaternik
Eugen „Dido” Kvaternik (Zágráb, 1910. március 29. – Rio Cuarto, 1962. március 10.) usztasa ezredes és az Usztasa Felügyeleti Szolgálat (UNS) parancsnoka volt. Slavko Kvaternik usztasa katonai vezető és Olga Frank fia. Anyja Josip Franknak, a Tiszta Jogok Pártja vezetőjének lánya volt. Az 1942-es Pavelić-csel kitört konfliktusukig Dido Kvaternik Ante Pavelić után az NDH második legfontosabb személyének számított. Ő volt a szervezője I. Sándor jugoszláv király 1934. november 9-én Marseille-ben történt meggyilkolásának.

## Élete és pályafutása

### Ifjúkora
Eugen Kvaternik 1910-ben született Zágrábban, Slavko Kvaternik osztrák-magyar katonatiszt és Olga Frank családjában. Olga Frank, Josip Frank horvát politikus lánya volt. Családja gyermekkora óta Didónak hívta. A zágrábi klasszikus középiskolát 1928-ban végezte el, de az iskolát még a Bécs melletti Kalksburgban egy jezsuita kollégiumban kezdte, az akkori oktatási miniszter azonban megtiltotta számára a további külföldi középiskolákba járást. 1928-ban a Zágrábi Egyetemen kezdett jogot tanulni, de nem fejezte be. Eugen Kvaternik már 1926-ban kezdett politikailag aktív szerepet vállalni az a Hrvatska Mladica és a Domagoj hazafias szervezetekben. A belgrádi nemzetgyűlésben a horvát népképviselők meggyilkolása után együttműködött Branimir Jelić-csel, a jobboldali ifjúság vezetőjével, majd a diktatúra 1929. január 6-i bevezetése után az illegalitásban Vlado Singer csoportjában működött. Az 1930-as évek elején az usztasa mozgalom feladatai, de tanulmányai miatt is (Berlin, Nancy, London) időnként külföldre járt. A zágrábi jogi kar mellett Berlinben is tanult jogot, időnként pedig nyelvtudásának fejlesztése érdekében Franciaországban és Angliában is tanult. Öt nyelven beszélt folyékonyan. 1933-ban közreműködött a fiatal nacionalisták hírlevelében, a Naša Grudában, amelyből mindössze két számban jelent meg, mert Vlado Singer főszerkesztőnek száműzetésbe kellett mennie.

### Első emigrációja
Első alkalommal 1933 decemberében emigrált, mert a hatóságok felfedezték I. Sándor jugoszláv király tervezett zágrábi meggyilkolását. Élete nagy részét (1933-1941) száműzetésben, börtönökben és internáló táborokban töltötte. Ebből a hét és fél évből körülbelül tizenhat hónapig volt szabadlábon. Az usztasa vezér Pavelić egyik fő munkatársa lett. Álneveken (Eugen Rakovečki, Egon Kramer) tevékenykedett I. Sándor király meggyilkolásának újabb kísérletén. Marseille-be érkezésükig a merénylők csoportjának szervezője és vezetője volt. Ekkor tervszerűen visszavonult, és Svájcon keresztül visszatért Olaszországba. A merénylet miatt két évet töltött egy olasz börtönben, de Olaszország nem volt hajlandó kiadni Franciaországnak. Miután 1936-ban kiengedték a börtönből, csatlakozott a többi usztasához. Lipari szigetén tevékenykedett, majd 1937 elején a szigeten lévő tábor parancsnoka lett (az usztasák az olasz rendőrhatóság felügyelete alatt álltak, és nem végezhettek fontos tevékenységet). Ezt a feladatát a tábor 1937 áprilisában bekövetkezett feloszlatásáig látta el.

### A Független Horvát Államban

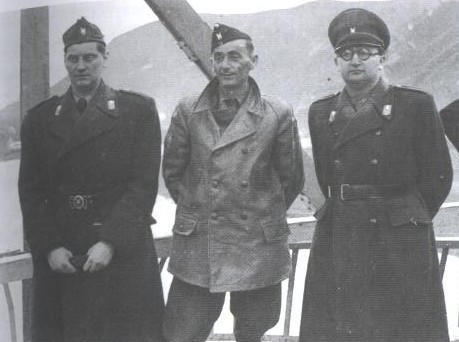
Dido Kvaternik (balra), Jure Francetić usztasa parancsnok és Mladen Lorković külügyminiszter a zvorniki Drina-hídon 1942 májusában a Trio-hadművelet során

A Független Horvát Állam (NDH) kikiáltása után három nappal visszatért Horvátországba. Zágrábba érkezése után 1941. április 15-én Zágráb közrendi és közbiztonsági biztosává, majd 1941. április 18-án az NDH teljes területén a közrend és közbiztonság főnökévé nevezték ki, 1941. május 4-én pedig a Belügyminisztérium államtitkára lett. 1941. augusztus 16-iki megalakulásától az Usztasa Felügyeleti Szolgálat (UNS) vezetője is volt, amellett tagja volt a Poglavnik Testőr Zászlóaljának (PTB). 1942. január 16-án a PTB usztasa őrnagyi, 1942. június 26-án usztasa alezredesi, 1942. október 23-án pedig, miután kötelességei elszólították a rendőrségtől, usztasa ezredesi rangra emelték. Feladata horvátországi szerbek, zsidók, romák és más államellenes elemek üldözése volt, ezért az e népek ellen elkövetett atrocitások egyik fő bűnösének tartják. Pavelić nagyon ügyesen használta fel ellene azt a tényt, hogy Kvaternik anyja zsidó családból származott. Így Kvaternik, hogy bebizonyítsa vezérének, hogy nem köti semmilyen faji kötelék, teljes szívvel végrehajtotta annak minden utasítását és parancsát, és a leghatározottabban nyíltan és nyilvánosan kiállt a zsidókkal szemben.

### Második emigrációja
1943 februárjában a Pavelić-csel való konfliktus után családjával Szlovákiába ment, ahol 1944 szeptemberéig tartózkodott. 1944 szeptemberétől 1945 májusáig Ausztriában, 1945 májusától 1947 júniusáig Olaszországban húzta meg magát, majd Argentínába ment. Argentínában megszervezte saját gépészeti cégét. 1952-től 1962-ig cikkeket és vitairatokat tett közzé a helyi a horvát folyóiratban, melyekben nagyon kritikus hangot ütött meg az NDH korábbi állami vezetésével kapcsolatban.
1952-ben az emigráns Horvát Szemlében ezt írta az NDH-ról: „Nemzeti hanyatlásunkat az 1941-es felemelkedés után igen rövid idő alatt az alapvető etikai és erkölcsi alapok folyamatos és ismétlődő megsértése okozta… Ez egy hírhedt dolog volt. Nem tagadhatjuk, hogy a legutóbbi háború alatt és horvát oldalon súlyos atrocítások történtek, amelyek erkölcsi szempontból bűnnek, jogilag bűncselekménynek, politikai szempontból pedig ostobaságnak minősülnek... Ezért senki sem fogja tudni eltörölni a történelem előtti felelősségünket." 
Anto Pavelić-csal való kapcsolatáról, akit „lelkileg kiegyensúlyozatlan balkániként” jellemez, elismeri, hogy „17 hónapig egy despota parancsait végrehajtó báb voltam. Ez bűn volt, amelyet dr. Pavelić hazaszeretetében és képességeiben való fiatalkori és korlátlan hitem okozott”.
A jugoszláv hatóságok Kvaternik kiadatására vonatkozó követeléseit soha nem teljesítették.
Eugen Dido Kvaternik egy autóbalesetben halt meg Argentínában tizenegy éves lányával Olgával együtt 1962-ben, míg felesége, Marija és két fia, Slavko Eugen és Davor túlélték a balesetet.

## Fordítás
Ez a szócikk részben vagy egészben  a   Dido Kvaternik című horvát Wikipédia-szócikk ezen változatának fordításán alapul.  Az eredeti cikk szerkesztőit annak laptörténete sorolja fel. Ez a jelzés csupán a megfogalmazás eredetét és a szerzői jogokat jelzi, nem szolgál a cikkben szereplő információk forrásmegjelöléseként.